# K3リーグ
K3リーグ（韓国語: K3리그）は、大韓民国のセミプロサッカーリーグである。韓国サッカーのリーグ構成では3部に相当する。プロサッカーリーグのKリーグ（Kリーグ1とKリーグ2）は韓国プロサッカー連盟によって運営が行われるが、K3リーグとK4リーグは大韓サッカー協会 (KFA) によって運営される。なお、Kリーグ2とK3リーグの間での昇降格は行われていないが、2024年3月28日に大韓サッカー協会と韓国プロサッカー連盟が2026年シーズンから昇降格を導入することで合意したことが発表されている。

## 概要
1964年に全国実業サッカー連盟戦が発足し、2003年にセミプロリーグのナショナルリーグ（Nリーグ）に改組された。2007年にはNリーグの下にアマチュアリーグとしてK3リーグを創設したが、2013年にKリーグが2部構成になり、Nリーグが3部相当、K3リーグが4部相当となった。
2016年から大韓サッカー協会はNリーグ及びK3リーグの再編に着手し、2017年にK3リーグがアドバンスとベーシックの2部構成（4部相当および5部相当）になって昇降格制度を導入された。さらに2019年シーズン終了後にリブランディングが行われ、それまでのNリーグとK3リーグアドバンスが廃止されて、新たに3部相当のセミプロリーグとなる新K3リーグが創設された。また、K3リーグベーシックも4部相当のセミプロリーグとなるK4リーグに置き換えられた。新K3リーグは2017年から2019年までのK3リーグアドバンスとK3リーグベーシックと同様に、K3リーグとK4リーグの間で昇降格が行われる。

## 大会形式
16チームが2回総当たり（ホームアンドアウェー）で対戦してリーグ戦を争い、下位2チームがK4リーグに自動降格し、14位のチームがK4リーグの昇格プレーオフ勝者との入れ替え戦に臨む。ただし、クラブの解散やKリーグ入会などで降格条件が変わったり15チームで争うシーズンがいくつも生じている。

### 2020年
旧Nリーグの8チーム、旧K3リーグアドバンスの6チーム、旧K3リーグベーシックの2チームが新K3リーグに参入し、最初のシーズンが開催された。2020年シーズンはCOVID-19パンデミックの影響もあって試合数が少なくなり、16チームが1回総当たりで対戦（1-15節、どちらかのホームで1試合）した後、上位8チームと下位8チームの2グループに分かれて1回総当たりで対戦する形式になった（16-22節、どちらかのホームで1試合）。リーグの上位4チームは優勝プレーオフに進み、1回戦で3位と4位のチームが対戦、その勝者が2回戦で2位のチームと対戦、さらにその勝者が決勝戦で1位のチームと対戦する。一方、リーグの下位2チームはK4リーグに自動降格し、14位のチームはK4リーグの昇格プレーオフ勝者と入れ替え戦に臨むことになった。

### 2021年
2021年シーズンは慶州市民FCの活動停止により15チームによってリーグ戦が行われることになった。前シーズンに行われていたリーグのスプリットシステムは廃止され、15チームが2回総当たりで対戦する形式に改められた（1-28節、ホームアンドアウェー）。上位4チームによって優勝プレーオフが行われた結果、Kリーグ入会が決まった金浦FCが優勝し、K3王者のタイトルを提げて翌年のKリーグ2に臨むことになった。一方、自動降格は最下位のチームのみとなり、さらに金浦FCのKリーグ入会により14位のチームは入れ替え戦を戦うことなく残留となった。この結果、給与未払い問題で勝ち点20の剥奪処分を受けた平沢シチズンFCが最下位となってK4リーグ降格が決定した。

### 2022年
再び16チームによってリーグ戦が行われることになった。このシーズンから優勝プレーオフが廃止されることになり、2回総当たり形式で行われるリーグ戦のみで順位が決定するシステムになった。前年に続いてリーグ10位の天安シティFCとリーグ14位の清州FCがKリーグ入会の承認を受けて翌年のKリーグ2参入が決まったため、最下位のチームのみが自動降格となる。

### 2023年
K4リーグからの昇格が2チーム、K4リーグへの降格が1チームとなり、さらに2チームがKリーグ2に参入した結果、2023年シーズンは1チーム少ない15チームで争われることになった。そのため、最下位のチームが自動降格し、14位のチームはK4リーグの昇格プレーオフ勝者との入れ替え戦に臨むことになった。

### 2024年
16チームで争われた。大邱FC BがKリーグクラブのリザーブチームとして初めてK3リーグ昇格を果たしたが、最下位に沈んで1年でK4リーグへ逆戻りする結果となった。なお、K4リーグで大田ハナシチズンBが2位に食い込んだものの2024年シーズン限りで解散を決めたため、自動降格は1チームのみとなり、K3リーグの15位はK4リーグの昇格プレーオフ勝者との入れ替え戦を戦うことになった。

### 2025年
2025年シーズンのK3リーグは3月1日に開幕。華城FCがKリーグ2に参入したため、1チーム少ない15チームで争われる。最下位のチームはK4リーグに自動降格し、14位のチームはK4リーグ2位のチームとの入れ替え戦に臨むことになる。金海市庁FCが法人化されて金海FC 2008となったほか、K4リーグから昇格した全北現代モータースBが全北現代モータースNに改名した。なお、金海と全北現代Nは第1節で対戦する。

## 出場選手登録枠
2024年シーズンまではベンチ入り可能な人数が18人までとなっていたが、2025年シーズンから20人までに拡大される。
U-23選手規定が存在し、ベンチ入りメンバーには韓国籍の23歳以下の選手が3人以上含まれなければならず、そのうち1人以上は先発出場させなければならない。
外国人枠については2024年シーズンまでは国籍問わず外国人を最大3人、加えてAFC加盟国の選手を1人登録可能という規定であった。2025年シーズンからアジア枠は廃止され、国籍問わず外国人を最大4人まで登録および出場が可能となっている。

## 参加クラブ
- 2025シーズン。斜体はK4リーグに所属経験のあるクラブ。

| クラブ名             | ホームタウン         | スタジアム                          | 創立年 |
| -------------------- | -------------------- | ----------------------------------- | ------ |
| 釜山交通公社FC       | 釜山広域市           | 九徳総合運動場                      | 2006年 |
| 昌原FC               | 慶尚南道昌原市       | 昌原サッカーセンター 昌原総合運動場 | 2005年 |
| 春川FC               | 江原特別自治道春川市 | 春川松岩スポーツタウン              | 2009年 |
| 大田コレイル         | 大田広域市           | 大田ワールドカップ競技場補助競技場  | 1943年 |
| 江陵市民FC           | 江原特別自治道江陵市 | 江陵総合競技場                      | 1999年 |
| 金海FC 2008          | 慶尚南道金海市       | 金海運動場                          | 2008年 |
| 慶州韓国水力原子力FC | 慶尚北道慶州市       | 慶州市民運動場                      | 1945年 |
| 全北現代モータースN  | 全北特別自治道完州郡 | 完州公設運動場                      | 2022年 |
| FC木浦               | 全羅南道木浦市       | 木浦国際サッカーセンター            | 2009年 |
| 坡州市民FC           | 京畿道坡州市         | 坡州スタジアム                      | 2012年 |
| 抱川市民FC           | 京畿道抱川市         | 抱川総合運動場                      | 2017年 |
| 始興シティFC         | 京畿道始興市         | 始興希望公園運動場                  | 2015年 |
| 蔚山市民FC           | 蔚山広域市           | 蔚山総合運動場                      | 2019年 |
| 楊平FC               | 京畿道楊平郡         | 楊平総合運動場                      | 2015年 |
| 驪州FC               | 京畿道驪州市         | 驪州総合運動場                      | 2017年 |

## 歴代優勝クラブ
| 年   | 優勝クラブ   | 準優勝クラブ         |
| ---- | ------------ | -------------------- |
| 2020 | 金海市庁FC   | 慶州韓国水力原子力FC |
| 2021 | 金浦FC       | 天安シティFC         |
| 2022 | 昌原FC       | 坡州市民FC           |
| 2023 | 華城FC       | FC木浦               |
| 2024 | 始興シティFC | 華城FC               |